# إيفلين إم. بورنس
إيفلين إم. بورنس (بالإنجليزية: Eveline Mabel Richardson Burns)‏ هي اقتصادية أمريكية، ولدت في 16 مارس 1900 في لندن في المملكة المتحدة، وتوفيت في 2 سبتمبر 1985 في بنسيلفانيا في الولايات المتحدة.

## وصلات خارجية
- إيفلين إم. بورنس على موقع الموسوعة البريطانية (الإنجليزية)